# 한국방송통신대학교 안양시 학습관
한국방송통신대학교 안양시 학습관 (영어: Anyang-city Learning Center of Korea National Open University)은 대한민국 경기도 안양시 시민대로 365번길 20에 위치한 학습관이다. 한국방송통신대학교 교수, 직원, 학생 주 이용자이다.

## 역사

### 구 청사
구 청사는 경기도 안양시 만안구에 위치했다. 민간 건물 4층과 5층에 입주했다. 구 청사는 약 2,700명의 이용자가 있었다. 시설 노후화와 인덕원에 GTX 노선이 들어오며 신 청사 이전 계획이 진행됐다.

### 신 청사
2025년 1월, 새로 건축된 청사로 경기도 안양시 동안구에 위치한다. 구 청사와 달리, 건물을 새로 지었으며 모든 층을 활용하도록 바뀌었다. 신 청사는 2023년 완공을 목표로 했으나 실제 운영은 2025년 1월 초부터 이루어졌다.

## 건물 구조
- 1층: 중앙감시실, 공용홀, 주차장

- 2층: 행정실, 도서실, 정보화검색실, 교수휴게실, 화장실, 장애인 화장실
- 3층: 다목적 강의실, 강의실, 학생회 사무실, 화장실
- 4층: 세미나실, 강의실, 화장실, 장애인 화장실
- 5층: 열람실, 학생 휴게실, 평생학습실, 강의실, 화장실
- 6층: 기자재 보관실, 강의실, 화장실, 장애인 화장실

### 접근성
장애인 화장실과 점자 블록이 설치되었다.

## 같이 보기
- 경기도 안양시 동안구
- 인덕원-동탄 복선전철
- 한국방송통신대학교